# داش بلاق كندي
داش‌ بلاق‌ كندي هي قرية في مقاطعة مشكين شهر، إيران. يقدر عدد سكانها بـ 149 نسمة بحسب إحصاء 2016.